# Holurus parki
L'oluro (Holurus parki) è un pesce osseo estinto, appartenente ai paleonisciformi. Visse nel Carbonifero inferiore (circa 345 - 343 milioni di anni fa) e i suoi resti fossili sono stati ritrovati in Europa.

## Descrizione
Questo pesce era di piccole dimensioni, e solitamente non superava i 15 centimetri di lunghezza. Era dotato di un corpo un po' compresso lateralmente, e la testa era allungata, terminante in un muso appuntito. Gli occhi erano piccoli. La pinna dorsale, a differenza di quella di altri paleonisciformi, era lunga e bassa, e situata in posizione molto arretrata; era pressoché opposta alla pinna anale, di dimensioni più piccole ma anch'essa dalla base larga. La pinna caudale era anch'essa caratteristica: non era divisa in due lobi, ed era dotata solo di un lobo superiore la cui parte anteriore era molto ampia, per poi assottigliarsi verso il termine della coda. Le pinne pettorali e pelviche erano piccole. Le scaglie erano quasi quadrate, e disposte in file diagonali ricurve.

## Classificazione
Holurus è tradizionalmente considerato un membro del variegato ordine dei paleonisciformi, il grande gruppo classicamente ritenuto comprendere tutti gli attinotterigi più arcaici ma attualmente considerato parafiletico. Sembra tuttavia che Holurus fosse a tutti gli effetti un membro di quest'ordine, anche se posto in una famiglia a sé stante (Holuridae).
Holurus parki venne descritto per la prima volta da Ramsay Traquair nel 1881, sulla base di resti fossili ritrovati in Scozia, nella zona di Eskdale. Affine a questo animale era Holuropsis, risalente al Permiano.

## Paleoecologia
Holurus doveva essere un piccolo predatore, non velocissimo ma forse dai movimenti improvvisi permessi dalla particolare conformazione della coda.